# سولتس-زدروی
سولتس-زدروی (به لهستانی:  Solec-Zdrój) یک روستا در لهستان است که در گمینا سولتس-زدروی واقع شده‌است. سولتس-زدروی ۸۴٫۹ کیلومتر مربع مساحت و ۹۰۰ نفر جمعیت دارد.